# Helena Vondráčková
Helena Karla Vondráčková (ur. 24 czerwca 1947 w Pradze) – czeska piosenkarka, aktorka i prezenterka telewizyjna.
Uchodzi za najpopularniejszą czeską artystkę XX wieku, często nazywana jest „królową czeskiej piosenki”.
Wydała kilkadziesiąt albumów, a wiele z nich zostało nagrodzonych srebrnymi, złotymi i platynowymi płytami. W 2007 otrzymała od światowej wytwórni Universal Music diamentową płytę za całokształt kariery. Sprzedaż jej albumów szacuje się na poziomie prawie 200 mln sztuk, co plasuje ją w czołówce światowych gwiazd muzyki.
Przez wszystkie lata kariery nagrała ponad tysiąc piosenek. Ma w swoim repertuarze m.in. światowe standardy. Śpiewa w wielu stylach i gatunkach muzycznych. Dysponuje czterooktawowym głosem. Śpiewa po czesku, angielsku, niemiecku, polsku, rosyjsku, francusku, słowacku, włosku i japońsku oraz w łacinie. Koncertowała nie tylko w Czechach, ale także m.in. w Stanach Zjednoczonych, Japonii, Kanadzie, Brazylii, Australii oraz we wszystkich krajach Europy. Nagrała kilkaset programów telewizyjnych.
Otrzymała wiele nagród muzycznych w Czechosłowacji i Czechach oraz w innych krajach świata.

## Kariera zawodowa

### Lata 60.
W dzieciństwie uczyła się gry na pianinie, występowała podczas wielu akademii szkolnych i grała w amatorskim teatrze Vrchlicky. W kwietniu 1964 zwyciężyła w konkursie „Szukamy nowych talentów”, na którym zaśpiewała piosenkę George’a Gershwina „The Man I Love”. Trzy miesiące później nagrała swój debiutancki utwór „Červená řeka” (pol. Czerwona rzeka). W 1965 została aktorką teatru Rokoko oraz otrzymała nagrodę Złotego Słowika za wygraną w plebiscycie magazynu „Mlady svet” na najpopularniejszego czeskiego i słowackiego piosenkarza. W 1966 nagrała utwór „Chytila jsem na pasece motylka”, czeskojęzyczny cover piosenki Dusty Springfield „I Only Want to Be with You”, a także otrzymała srebrną Bratysławską Lirę za duet „Oh Baby, Baby” z Martą Kubišovą. W 1967 zagrała główną rolę w filmie Šíleně smutná princezna (pol. Szalenie smutna królewna). W tym samym roku, reprezentując Czechosłowację z utworem „Vzdáleny hlas”, zwyciężyła na festiwalu Złoty Kogut w Rio de Janeiro. W tym samym roku stworzyła z Martą Kubišovą i Václavem Neckářem zespół Golden Kids, z którym m.in. uczestniczyła w targach muzycznych MIDEM w Cannes i zagrała serię koncertów w paryskiej Olympii. W lutym 1970 zespół został rozwiązany z powodu sytuacji politycznej w kraju – Kubišova dostała rządowy zakaz występowania za swoje zaangażowanie w praską wiosnę. W 1969 wydała debiutancki solowy album pt. Ruže kvetou dál (pol. A róże wciąż kwitną).

### Lata 70.

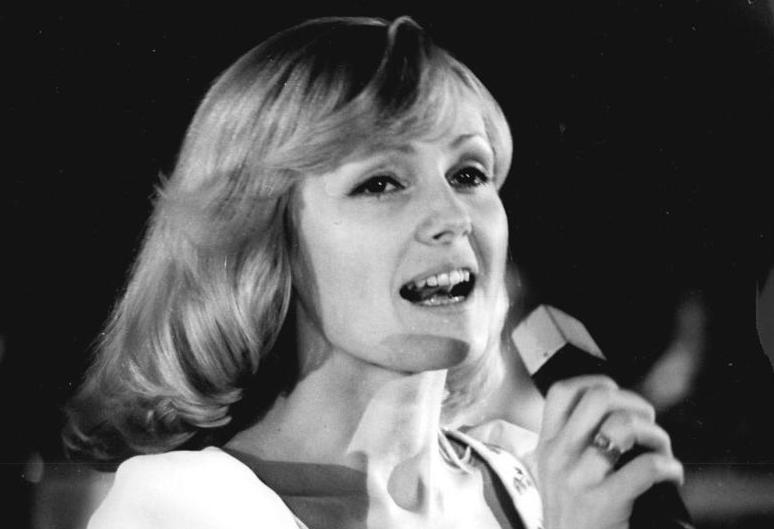
Vondráčková na gali Ball der Jugend (1976)

W 1970 premierę miał jej drugi album pt. Ostrov Heleny Vondráčkovéj (pol. Wyspa Heleny Vondráčkovéj), a za promujący płytę singiel „Ostrov kladu” otrzymała nagrodę Hitashi na festiwalu Yamaha w Tokio. W 1971 zagrała serię koncertów w ZSRR, gdzie powróciła z występami także w następnym roli. W 1972 występowała także w Japonii, poza tym wydała album pt. Helena! Helena! Helena! i pierwszą anglojęzyczną płytę pt. Isle of Helena. W 1973 nagrała piosenkę „Lásko má, já stunu” na ścieżkę dźwiękową do filmu Noc w Karlsztejne. W 1974 nagrała utwór „Dve malá kridla”, czeskojęzyczny cover utworu Lori Lieberman „Killing Me Softly”. W 1975 występowała w Brazylii oraz zagrała kolejną trasę koncertową po ZSRR, poza tym wylansowała przebój „Archiméde” i wystąpiła w filmie Romance za korunu. W 1976 otrzymała nagrodę publiczności na festiwalu w Stambule. W 1977 za piosenkę „Malovaný džbánku” otrzymała nagrodę Bursztynowego Słowika na 1. Międzynarodowym Festiwalu Interwizji w Sopocie. W tym samym roku podczas występu na czeskiej wystawie w Montrealu została dostrzeżona przez menedżera muzycznego Jeana-Yves’a Hardy’ego, z którym rozpoczęła współpracę i dzięki któremu zagrała kilka koncertów w Kanadzie. Zagrała także w filmie Jen ho nechte, at’ se boji (pol. Zostawcie go, a niech się boi). W 1978 wydała album pt. Paprsky (pol. Promienie).

### Lata 80.
W 1980 wydała album pt. Muzy, który ukazał się także w anglojęzycznej wersji pt. Music. 29 kwietnia 1982 otrzymała „za doskonałe wykonania utworów muzycznych w kraju i za granicą honorowy tytuł zasłużonej artystki” od rządu Josefa Korčáka. W tym samym roku wydała album pt. Sbliženi, a za tytułowy singiel z płyty otrzymała srebrną Bratysławską Lirę za utwór obcojęzyczny. W 1983 wylansowała przebój „Sladké mámeni”, który trafił na ścieżkę dźwiękową do filmu S tebou me bavi svet (pol. Z tobą świat jest ciekawy). W 1984 wydała album pt. Ode mne k tobe, który promowała hitem „Čas je proti nám” (pol. Czas jest przeciwko nam). W następnym roku wypuściła album pt. Sprint i nawiązała współpracę z zespołem Bacily, a także zaczęła występować z programem koncertowym „Velká neonová láska” (pol. Wielka miłość neonowa).
W 1988 otrzymała od wydawnictwa Supraphon certyfikat złotej płyty za milion sprzedanych egzemplarzy płyt gramofonowych. W tym samym roku wydała album pt. Skandál. W 1989 wystąpiła w filmie muzycznym Żar, który jednak nie został ukończony z powodu śmierci reżysera, Toli Monastyrowa.

### Lata 90.
W 1992 zagrała Fantynę w czeskiej wersji musicalu Les Misérables. W następnym roku wydała – w wersji czeskiej i angielskiej – The Broadway Album z najsłynniejszymi musicalowymi hitami, który został doceniony przez krytyków. W 1993 wystąpiła w filmie S Helenou skutečně na Broadwayi (pol. Z Heleną na prawdziwym Broadwayu). W listopadzie 1994 wraz z Martą Kubišovą i Václavem Neckářem jednorazowo reaktywowali się jako Golden Kids, grając koncert w Lucernie. W 1998 nagrała utwór „More Than Words Can Say” w duecie z Davidem Hasselhoffem.

### Od 2000
W 2000 wystąpiła jako gość Karela Gotta na koncercie w Carnegie Hall w Nowym Jorku. W tym samym roku wydała album pt. Vodopád, który promowała przebojem „Dlouhá noc”.
W 2001 wydała album pt. Helena 2002, za którego wysoką sprzedaż odebrała certyfikat platynowej płyty.  W tym samym roku rozpoczęła kilkumiesięczną trasę koncertową z Karelem Gottem, Peterem Dvorskim i Evą Urbanouvą. W 2002 otrzymała tytuł piosenkarki roku od Akademii Muzyki Popularnej, a także zagrała trasę koncertową z Karelem Gottem oraz wydała album pt. Platinivá Helena, za którego sprzedaż odebrała status podwójnej platynowej płyty. W 2003 zagrała lekarza psychiatrę w filmie Zdenka Troški Kamenák 2 (pol. Zgrywy 2). W 2004 wydała pierwsze w karierze DVD koncertowe pt. Prelety (pol. Przeloty).
W 2005 wystąpiła z własnym programem w nowojorskim Carnegie Hall, a z okazji 40-lecia kariery muzycznej zagrała galowy koncert pod hasłem „Holka od Červeny reky” (pol. Dziewczyna znad Rzeki Czerwonej), na którym gościnnie pojawili się również m.in. Vašek Neckárek, Marta Kubišová, Karel Gott, Jirek Korn, Hanka Zagorova i Lucka Bila. W 2006 wydała album pt. Zastav me (…a poslouchej) i wzięła udział w słowackim programie rozrywkowym Let’s Dance, a premierę miała także jej książka autobiograficzna pt. Vzpomínám a ničeho nelituji; w 2009 autobiografia ukazała się w polskim przekładzie (pt. Wspominam i niczego nie żałuję) i dotarła do siódmego miejsca na liście bestsellerów w Polsce.
W 2007 uczestniczyła w szóstej edycji programu rozrywkowego TVN Taniec z gwiazdami. W 2009 wydała album CD+DVD pt. Helena Live, z którym dotarła do drugiego miejsca oficjalnej listy sprzedaży Międzynarodowej Federacji Przemysłu Muzycznego (IFPI). W 2010 była jurorką i gościem muzycznym Międzynarodowego Festiwalu Muzyki Popularnej w Witebsku. Uchodzi za ikonę środowiska homoseksualnego; w latach 2009 i 2010 zwyciężyła w plebiscycie Gay Stars w kategorii „gejowska osobowość”.
28 października 2017 została odznaczona przez prezydenta Milosa Zemana Medalem Za Zasługi.
W 2020 była jurorką w programie rozrywkowym TVP2 Star Voice. Gwiazdy mają głos.

## Życie prywatne
Jest córką Blaženki Zettlovej i Jiříego Vondráčka. Ma starszą o 10 lat siostrę przyrodnią Zdenę (z pierwszego małżeństwa matki) i młodszego o cztery lata brata Jiříego. Jest ciotką aktorki i piosenkarki Lucii Vondráčkovej. Dorastała w Slatinanach.
W latach 60. przez cztery lata była związana z Zdenkiem Rytirem. W latach 1969–1975 była związana z Ludkiem Švábenskym, muzykiem zespołu Stryci. 28 kwietnia 1983 poślubiła niemieckiego gitarzystę basowego Hellmuta Sickela z enerdowskiego zespołu Kreis, z którym w 2001 się rozwiodła. W lutym 2003 wzięła ślub z młodszym o 12 lat przedsiębiorcą, Martinem Michalem, który został jej menedżerem.
Utrzymuje przyjacielskie kontakty z polską piosenkarką Marylą Rodowicz.

## Dyskografia

### Albumy solowe
| Rok  | Tytuł                                                                      | Wytwórnia                   |
| ---- | -------------------------------------------------------------------------- | --------------------------- |
| 1969 | Růže kvetou dál                                                            | Supraphon                   |
| 1970 | Ostrov Heleny Vondráčkové                                                  | Supraphon                   |
| 1971 | Isle of Helena                                                             | Supraphon & Aritia          |
| 1972 | Helena! Helena! Helena!                                                    | Supraphon                   |
| 1972 | Helena'72                                                                  | Nippon Columbia             |
| 1974 | Helena a Strýci                                                            | Supraphon                   |
| 1975 | Film Melodies                                                              | Supraphon & Aritia          |
| 1976 | Immortal film themes                                                       | Nippon Columbia             |
| 1977 | S písní vstříc ti běžím                                                    | Supraphon                   |
| 1978 | Unter der Asche meiner Liebe ist noch Glut                                 | Teldec & Telefunken & Decca |
| 1978 | Paprsky                                                                    | Supraphon                   |
| 1979 | Unter der Asche meiner Liebe ist noch Glut                                 | Amiga                       |
| 1979 | Doch in der Nacht                                                          | Teldec & Telefunken & Decca |
| 1980 | Golden Movie Hits                                                          | Teldec & Telefunken & Decca |
| 1980 | Music                                                                      | Supraphon & Aritia          |
| 1980 | Múzy                                                                       | Supraphon                   |
| 1981 | Písně Billyho Joela                                                        | Supraphon                   |
| 1981 | Helena Singt Billy Joel                                                    | Supraphon & Teldec          |
| 1981 | Sblížení                                                                   | Supraphon                   |
| 1982 | A ty se ptáš, co já...                                                     | Supraphon                   |
| 1982 | Zrychlený dech                                                             | Supraphon                   |
| 1982 | Přelety                                                                    | Supraphon                   |
| 1984 | Ode mne k tobě                                                             | Supraphon                   |
| 1985 | I'm Your Song                                                              | Supraphon                   |
| 1985 | Sprint                                                                     | Supraphon                   |
| 1986 | Helena zpívá Ježka                                                         | Supraphon                   |
| 1986 | Sólo pro tve oči                                                           | Supraphon                   |
| 1988 | Skandál                                                                    | Supraphon                   |
| 1990 | I'm Your Song                                                              | Polskie Nagrania            |
| 1990 | Přejdi Jordán a další hity                                                 | Supraphon                   |
| 1992 | Šíleně smutná princezna                                                    | NeaNe Records               |
| 1992 | Kam zmizel ten starý song                                                  | Supraphon                   |
| 1993 | The Broadway Album                                                         | Supraphon                   |
| 1993 | The Broadway Album                                                         | Sony Music USA & Universal  |
| 1995 | Vánoce s Helenou                                                           | Polydor                     |
| 1996 | To je šoubyznys                                                            | Bonton                      |
| 1996 | Vánoce s Helenou 2                                                         | Polydor                     |
| 1997 | Helena v Lucerně – největší hity 1                                         | Polydor                     |
| 1997 | Helena v Lucerně – největší hity 2                                         | Polydor                     |
| 1997 | Movie Classics                                                             | West&EastMusic              |
| 1998 | Paříž, má láska                                                            | Multisonic                  |
| 1998 | Nevzdám se hvězdám                                                         | Universal                   |
| 1999 | Zlatá Helena                                                               | Universal                   |
| 2000 | Veselé Vánoce a šťastný nový rok                                           | Universal                   |
| 2000 | Złota Helena                                                               | Universal                   |
| 2000 | Vodopád                                                                    | Universal                   |
| 2001 | Helena 2002                                                                | Universal                   |
| 2001 | Vánoce s Helenou 3                                                         | Universal                   |
| 2002 | The Broadway Album                                                         | Universal                   |
| 2002 | Platinová Helena                                                           | Universal                   |
| 2003 | Platynowa Helena                                                           | Universal                   |
| 2003 | Hádej...!                                                                  | Universal                   |
| 2003 | Karel Gott & Helena Vondráčková – Live                                     | Universal & GoJa            |
| 2004 | Rendez Vous                                                                | Universal                   |
| 2005 | Zlatá kolekce – 4CD Deluxe Edition '64-'05                                 | Universal                   |
| 2006 | Zastav se (... a poslouchej)                                               | Universal                   |
| 2007 | Helena Vondráčková & Jiří Korn – Těch pár dnů                              | Supraphon                   |
| 2007 | Ha Ha Ha – Special Limited Edition                                         | Universal                   |
| 2007 | Jsem jaká jsem (best of ...)                                               | Universal                   |
| 2008 | Blázen, kdo se lásky zříká                                                 | Universal & Polydor         |
| 2009 | Helena Live – Concert in Lucerna Hall (Prague) CD version / CD+DVD version | Universal Music             |
| 2009 | Zůstáváš tu se mnou                                                        | Universal Music             |
| 2010 | 2CD Live – Recital                                                         | Universal Music             |

- Kolekcja – 16 CD

(cykl cyfrowo zremasterowanych utworów Heleny, wydany w 16 częściach na CD)
| Rok  | Numer | Tytuł                                   | Wytwórnia |
| ---- | ----- | --------------------------------------- | --------- |
| 1996 | 1     | Ten, koho ráda mám                      | Bonton    |
| 1996 | 2     | Podívej, kvete růže                     | Bonton    |
| 1997 | 3     | To se nikdo nedoví                      | Bonton    |
| 1998 | 4     | Ostrov Heleny Vondráčkové               | Bonton    |
| 1998 | 5     | Helena! Helena! Helena!                 | Bonton    |
| 1999 | 6     | Helena a Strýci                         | Bonton    |
| 2000 | 7     | Miláčku                                 | Bonton    |
| 2001 | 8     | Film melodies – S písní vstříc ti běžím | Bonton    |
| 2001 | 9     | Paprsky – Múzy                          | Bonton    |
| 2002 | 10    | Sblížení                                | Bonton    |
| 2003 | 11    | Zrychlený dech                          | Supraphon |
| 2004 | 12    | Ode mne k tobě                          | Supraphon |
| 2004 | 13    | Sprint                                  | Supraphon |
| 2005 | 14    | Sólo pro tvé oči                        | Supraphon |
| 2006 | 15    | Skandál                                 | Supraphon |
| 2006 | 16    | Helena zpívá Ježka                      | Supraphon |

- Albumy jako członkini Golden Kids

| Rok  | Tytuł                        | Wytwórnia |
| ---- | ---------------------------- | --------- |
| 1969 | Micro magic circus           | Supraphon |
| 1970 | Golden Kids 1                | Supraphon |
| 1993 | Golden Kids                  | Supraphon |
| 1995 | Golden Kids Comeback         | Supraphon |
| 1997 | Micr Magic Circus            | Bonton    |
| 1997 | Music Box No.1               | Bonton    |
| 2008 | Golden Kids – 24 Golden Hits | Supraphon |

DVD
| Rok  | Tytuł                                                          | Wytwórnia                      |
| ---- | -------------------------------------------------------------- | ------------------------------ |
| 2011 | Helena on Broadway – Live Concert 2 DVD+CD                     | BonArt Music & Universal Music |
| 2011 | Ja pujdu dal (1968-2010)                                       | Supraphon Music                |
| 2009 | Helena Live – Exclusive DVD – Concert in Lucerna Hall (Prague) | Universal Music                |
| 2007 | Těch pár dnů                                                   | Supraphon Music                |
| 2006 | Helena Gold – Holka od Červený řeky a dalších 100 minut bonusů | Universal Music                |
| 2004 | Přelety – 50 největších hitů + Bonusy                          | Supraphon Music                |

## Filmografia
- 1968 – Šíleně smutná princezna
- 1972 – Zpívající film
- 1975 – Romance za korunu
- 1978 – Jen ho nechte ať se bojí
- 1982 – Revue na zakázku
- 1984 – Barandovské nokturno aneb jak film tančil a zpíval
- 1992 – Trhala fialky dynamitem
- 1998 – Deník těhotné doby
- 2003 – Kamenak 2
- 2007 – Szecherezada
- 2014 – Gympl

## Musicale
- 1992 – Les Miserables (w roli Fantyny) – Czechy / Teatr Narodowy
- 2005 – Cats (w roli kocicy Grizabelli) – Czechy
- 2006 – Hello, Dolly! (w roli gł.) – Słowacja
- 2009 – Mona Lisa (w roli matki) – USA / Broadway
- 2010 – Baron (w roli Eveliny) – Czechy / Teatr Hybernia w Pradze

## Podkład głosu w filmach
- 1994 – Calineczka (Czechy, USA, Niemcy)